# Pasquotank County
Pasquotank County är ett administrativt område i delstaten North Carolina, USA. År 2010 hade countyt 40 661 invånare. Den administrativa huvudorten (county seat) är Elizabeth City.

## Geografi
Enligt United States Census Bureau har countyt en total area på 750 km². 588 km² av den arean är land och 162 km² är vatten.

### Angränsande countyn
- Camden County - öst
- Perquimans County - sydväst
- Gates County - nordväst